# Kanton Aire-sur-l'Adour
Kanton Aire-sur-l'Adour (francouzsky Canton d'Aire-sur-l'Adour) je francouzský kanton v departementu Landes v regionu Akvitánie. Tvoří ho 12 obcí.

## Obce kantonu
- Aire-sur-l'Adour
- Bahus-Soubiran
- Buanes
- Classun
- Duhort-Bachen
- Eugénie-les-Bains
- Latrille
- Renung
- Saint-Agnet
- Saint-Loubouer
- Sarron
- Vielle-Tursan